# Turino di Sano
Turino di Sano, o Turini (Siena, ... – 1427 circa), è stato un orafo e scultore italiano.

## Biografia e opere
Documentato dal 1382 al 1427, ebbe un'importante bottega di oreficeria e scultura a Siena, in cui crebbe i figli Lorenzo e Giovanni, quest'ultimo importante scultore del primo Quattrocento.
Lavorò col figlio alla fonte battesimale del battistero di Siena, dove la sua mano si trova nella formella della Predicazione del Battista.